# Roy H. Klaffki
Roy H. Klaffki, né le 6 mars 1882 en Californie (lieu inconnu) et mort le 20 septembre 1965 à Los Angeles (Californie), est un directeur de la photographie américain, membre fondateur de l'ASC.

## Biographie
Pionnier du cinéma muet américain, Roy H. Klaffki dirige les prises de vues d'une trentaine de films, les premiers sortis en 1916. Son dernier film à ce titre est La Symphonie nuptiale d'Erich von Stroheim (1928, avec le réalisateur et Fay Wray). Suit encore le documentaire Igloo (en) d'Ewing Scott (en) (1932).
Dans l'intervalle, mentionnons Forbidden de Phillips Smalley et Lois Weber (1919, avec Mildred Harris et Henry Woodward), The Infamous Miss Revell de Dallas M. Fitzgerald (1921, avec Alice Lake et Cullen Landis) et La Reine des diamants de Chester Withey (1926, avec Evelyn Brent et Phillips Smalley).
Chef opérateur notamment à la Metro Pictures Corporation (début des années 1920) puis au sein de la Goldwyn Pictures (en) à partir de 1923, il travaille après avoir quitté ce poste comme technicien à la Technicolor Motion Picture Corporation.
En 1919, Roy H. Klaffki est l'un des quinze membres fondateurs de l'American Society of Cinematographers (ASC). Il meurt en 1965, à 83 ans.

## Filmographie partielle
- 1916 : Black Friday (en) de Lloyd B. Carleton
- 1917 : The Reed Case (en) d'Allen Holubar
- 1917 : The Lash of Power (en) d'Harry Solter
- 1917 : Les Sirènes de la mer (en) (Sirens of the Sea) d'Allen Holubar
- 1918 : My Unmarried Wife (en) de George Siegmann
- 1918 : Les Plumes du paon (Borrowed Clothes) de Lois Weber
- 1919 : Forbidden de Phillips Smalley et Lois Weber
- 1919 : Married in Haste (en) d'Arthur Rosson
- 1920 : The Phantom Melody (en) de Douglas Gerrard
- 1920 : Human Stuff (en) de B. Reeves Eason
- 1921 : The Infamous Miss Revell de Dallas M. Fitzgerald
- 1926 : The Jade Cup (en) de Frank Hall Crane
- 1926 : Secret Orders de Chester Withey
- 1926 : Flame of the Argentine (en) d'Edward Dillon
- 1926 : La Reine des diamants (Queen o'Diamonds) de Chester Withey
- 1926 : The Adorable Deceiver de Phil Rosen
- 1926 : The Impostor de Chester Withey
- 1928 : La Symphonie nuptiale (The Wedding March) d'Erich von Stroheim
- 1930 : Les Anges de l'enfer (Hell's Angels) d'Howard Hughes (photographie aérienne)

## Galerie photos

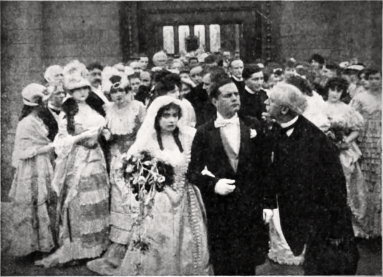
Black Friday (en) (1916), avec Dorothy Davenport
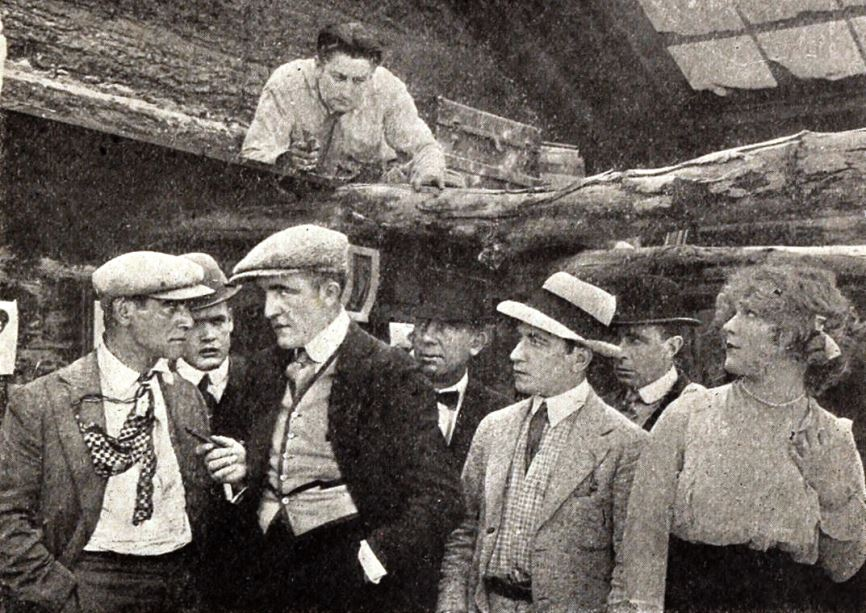
The Reed Case (en) (1917), avec Allen Holubar (en haut) et Louise Lovely
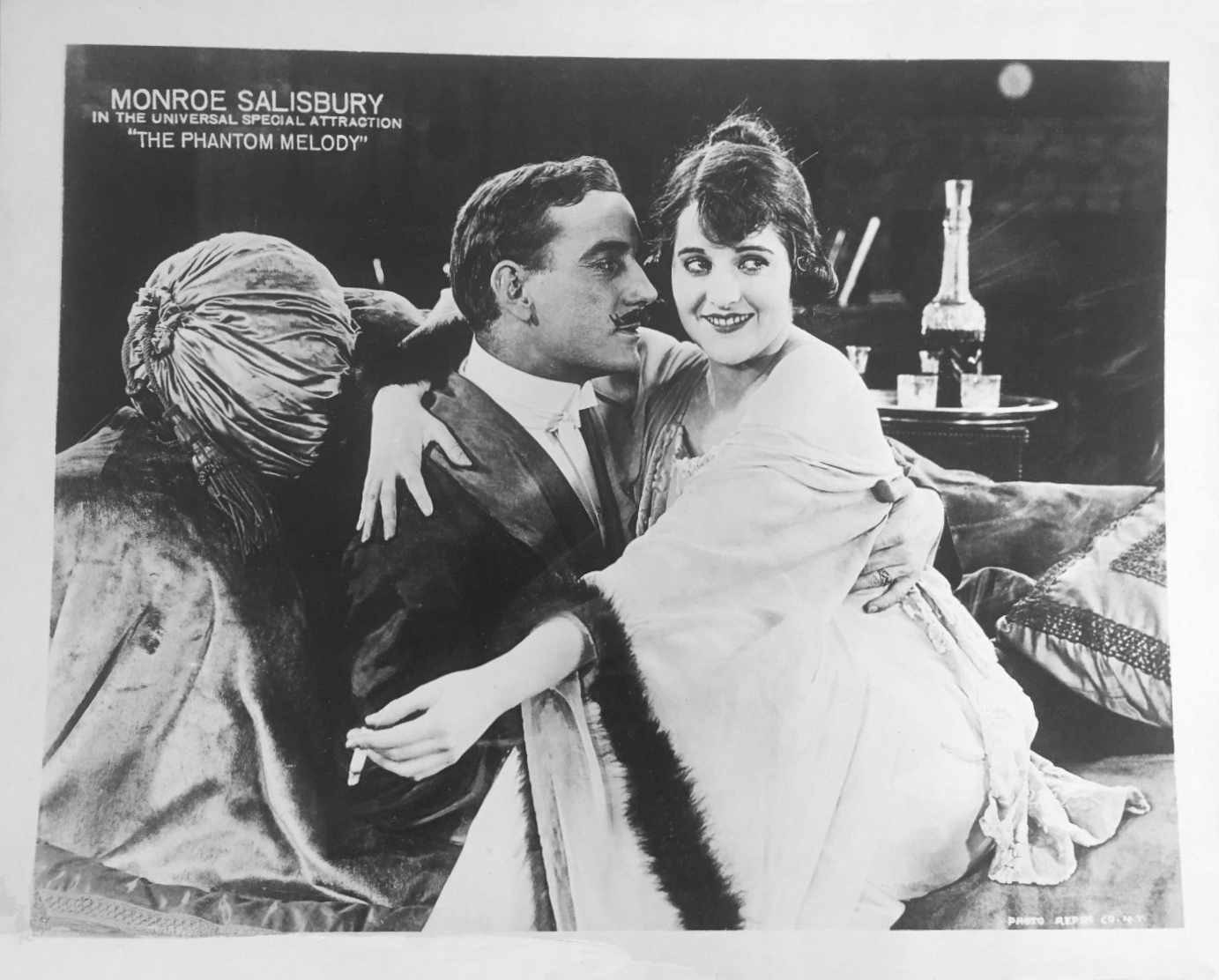
The Phantom Melody (en) (1920), avec Monroe Salisbury et Jean Calhoun (en)